# Société des Voitures Électriques
Société des Voitures Électriques est un constructeur automobile français.

## Production

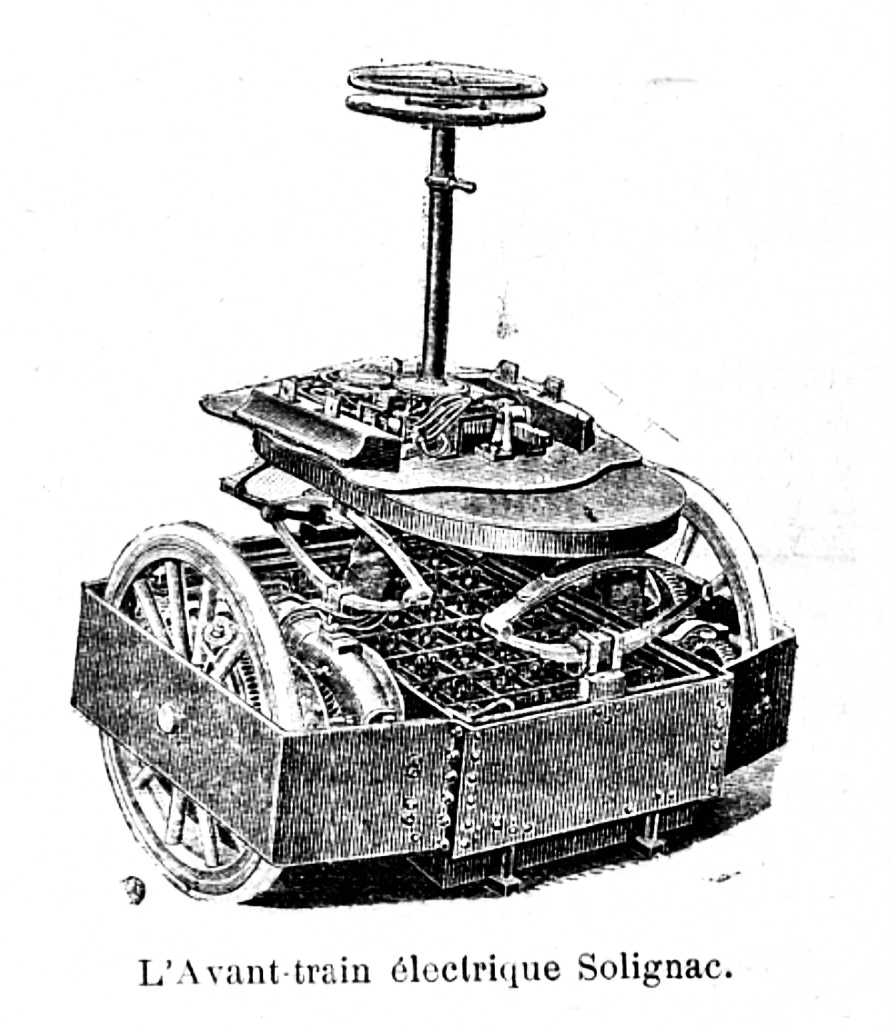
Solignac Avant-Train (1900).

L’entreprise basée à Paris a commencé à produire des automobiles en 1900. Le nom de la marque était Solignac
L’Avant Train Solinac a été produit en même temps que l’Avant Train par Heilmann. Jean-Jacques Heilmann, qui avait fondé la société Société Industrielle de Moteurs Électriques et à Vapeur, utilisait des trains Avant à quatre roues au lieu de la voiture de précharge à deux roues de Solinac. Cependant, les deux concepts ont servi à remplacer les chevaux. Le wagon existant pourrait continuer à être utilisé. Tout ce qu’il fallait, c’était une station de charge pour les batteries. Malgré son poids élevé de 750 kg, dont 500 kg sont imputables à la batterie, le Solinac était facile à diriger. L’entreprise a de nouveau fermé ses portes en 1903.